# Innelec Multimedia
 (mai 2008).
Si vous disposez d'ouvrages ou d'articles de référence ou si vous connaissez des sites web de qualité traitant du thème abordé ici, merci de compléter l'article en donnant les références utiles à sa vérifiabilité et en les liant à la section « Notes et références ».
Innelec Multimédia, fondée en 1983 par Denis Thébaud, est une entreprise française spécialisée dans la distribution de produits multimédia, notamment dans les secteurs des jeux vidéo, de l'audio, de la vidéo et des accessoires high-tech.
Depuis plus de 40 ans, Innelec est le leader de la distribution de produits multimédia et de la pop culture, offrant à ses clients en France, en Outre-Mer et à l'international une vaste sélection de produits issus des plus grandes licences du jeu vidéo, du cinéma et de la japanimation.
Innelec est cotée à la Bourse de Paris.

## Historique
La société a été créée par Denis Thebaud en 1983.
En 1995, elle devient le distributeur officiel Sony en distribuant la première PlayStation.
En 1998, elle entre au second marché à la Bourse de Paris.
Innelec possède sa propre licence de marque, Jeux Video And Co, intégrant 4 enseignes qui sont Ultima, Virtua, Difintel et JeConsole. Le tout représente plus de 120 magasins à travers la France métropolitaine, les Drom Com, la Tunisie et  Madagascar[réf. nécessaire].
En 2011, Innelec relance sa marque Konix et crée une gamme complète d'accessoires pour joueurs et mobilité[pas clair] : Drakkar, pour le PC ; Mythics, pour les consoles et Fiji pour la mobilité[Quoi ?].
En quatre ans, la marque hisse[Quand ?] la plupart[évasif] de ses produits dans le top 5 des ventes d'accessoires tiers[pas clair] (hors constructeurs officiels Sony, Microsoft et Nintendo)[réf. nécessaire].
En 2016, Innelec se lance sur le marché des produits sous licence et crée un an plus tard sa marque Konix Heroes dédiée aux produits dérivés.[réf. nécessaire]
Elle ouvre la distribution de sa marque KONIX en Espagne, aux Emirats Arabes Unis, puis l'Allemagne et la Suisse en 2017, et l'Italie en 2018.[réf. nécessaire]
En 2018 elle lance une gamme d'accessoires KONIX sous licence World of Tanks, le jeu en ligne qui recense[Quand ?] plus de 110 millions de joueurs dans le monde, et en décembre, Konix Wot remporte le prix Lima dans la catégorie « Activation digitale »[Quoi ?].
En 2019, KONIX signe un partenariat avec la Fédération Française de Football, pour produire une gamme d'accessoires aux couleurs de l'équipe de France.
En mai 2019, INNELEC a commencé à distribuer les casques audio d'OTL Technologies, leader des casques audio sous licences destinés au jeune public, avec des licences fortes telles que Pokémon, Harry Potter et Mario.
En août 2019, la marque Konix Heroes d'Innelec a lancé une gamme de mugs sous licence officielle Les Lapins Crétins, élargissant ainsi son offre de produits dérivés pour les fans de cette franchise populaire.
En mai 2020, INNELEC a référencé la collection de figurines en vinyle de Weta Workshop, baptisée MINI-EPICS. Cette collection inclut des personnages emblématiques de franchises telles que Le Seigneur des Anneaux, Alien, Ghostbusters, Borderlands et Apex Legends.
En 2021, l'UFC (Ultimate Fighting Championship), la plus importante ligue mondiale de sport de combat, signe un partenariat avec KONIX afin de créer une gamme d'accessoires gaming sous licence.
En novembre 2021, INNELEC a collaboré avec les équipes de Sony Electronics, PlayStation et Micromania pour créer les premiers bundles PS5 avec les téléviseurs BRAVIA "Perfect for PlayStation", visant à offrir une expérience de jeu immersive aux gamers.
En décembre 2021, après le succès de la gamme d'accessoires dédiée à Naruto, KONIX a étendu sa collaboration avec la franchise en lançant une série de produits à l'effigie de "Boruto: Naruto Next Generations". Cette collection comprend divers accessoires gaming, tels que des tapis de souris XXL, des sacs de transport pour Nintendo Switch et des casques gaming, permettant aux fans de prolonger l'expérience de l'univers Boruto dans leur quotidien de joueur.
En février 2022, KONIX a établi un partenariat avec Wizards of the Coast pour proposer des accessoires gaming sous licence Dungeons & Dragons, incluant des casques, claviers, souris et autres produits dérivés, disponibles fin 2022.
En juin 2022, KONIX a annoncé un partenariat avec Crunchyroll pour lancer une collection d'accessoires gaming inspirés de l'animé à succès Jujutsu Kaisen.
En novembre 2022, KONIX a établi un partenariat avec le manga légendaire One Piece pour développer des accessoires gaming sous licence officielle.
En novembre 2022, KONIX a annoncé un partenariat avec Bandai Namco pour développer des accessoires gaming sous licence officielle Pac-Man, l'un des jeux vidéo les plus emblématiques de l'histoire.
En décembre 2022, KONIX a annoncé le lancement prochain d'une gamme de produits sous licence officielle du Paris Saint-Germain, incluant divers accessoires gaming aux couleurs du club.
En décembre 2023, KONIX a collaboré avec Sanrio, la société derrière des personnages emblématiques tels que Hello Kitty, pour lancer une gamme d'accessoires gaming et de produits dérivés, alliant l'univers kawaii à celui du gaming.
En mars 2024, KONIX a récemment dévoilé un nouveau logo, symbolisant son engagement envers la qualité et sa volonté de diversification continue. Cette refonte marque une étape significative dans l'évolution de la marque, reflétant son dynamisme et son adaptation aux tendances actuelles du marché.
En mars 2024, KONIX a lancé une gamme complète d'accessoires gaming et de produits dérivés sous licence officielle Stranger Things, incluant des casques Bluetooth, des fauteuils gaming et des mugs thermoréactifs, permettant aux fans de la série de prolonger l'expérience dans l'univers du jeu.
En avril 2024, INNELEC a annoncé un partenariat avec Thrustmaster pour offrir une expérience de jeu ultime aux utilisateurs.
En juin 2024, KONIX a renouvelé son partenariat avec Dungeons & Dragons et Magic: The Gathering.
En août 2024, KONIX s'est associé à Alchemy, une marque emblématique dans l'univers gothique et steampunk, pour créer une collection d'accessoires gaming fusionnant les esthétiques gothique et geek, offrant ainsi des produits uniques aux amateurs des deux univers.

## Chiffres clés
Pour l'exercice 2023/2024, Innelec a réalisé un chiffre d'affaires de 187 millions d'euros.
L'entreprise propose plus de 12 000 références issues de plus de 230 éditeurs et compte plus de 100 salariés.

## Produits et services
Innelec propose une offre complète couvrant les univers du gaming, du high-tech et des produits dérivés sous licence.
L'entreprise distribue des consoles et accessoires officiels de marques telles que Sony, Nintendo, Microsoft, PDP et Hori, ainsi que des jeux vidéo pour toutes les consoles et PC.
Innelec développe également sa propre marque d'accessoires, KONIX, avec des gammes dédiées comme DRAKKAR pour PC, MYTHICS pour consoles et HEROES pour le merchandising.

## Activités
Le chiffre d'affaires par type de clientèle se répartissait ainsi au [Quand ?] :
- Commerce de proximité : 17 %
- Grande distribution : 58 %
- Multispécialistes : 13 %
- Commerce électronique : 6 %
- Autres: 6 %